# Francesco Giontella (pallavolista)
Francesco Giontella (Roma, 9 aprile 1988) è un giocatore di beach volley italiano.
È stato campione del mondo U-21 di beach volley, in coppia con Paolo Nicolai, a Modena nel 2007, dove è stato premiato come miglior giocatore della manifestazione (MVP), battendo in finale la coppia spagnola Gavira-Fernández. Sempre insieme a Paolo Nicolai ha confermato nel 2008, a Brighton, il titolo di campione del mondo U-21 di beach volley, battendo in finale la coppia olandese Varenhorst-Brouwer. La coppia Giontella-Nicolai è l'unica coppia al mondo ad aver vinto due volte il campionato mondiale U-21 di beach volley ed è l'unica coppia italiana, in questa disciplina, ad esser salita sul più alto gradino del podio in un campionato mondiale.

## Biografia
Figlio d'arte, inizia giovanissimo a praticare la pallavolo, ottiene i suoi maggiori successi in carriera nella disciplina del beach-volley, in coppia con Paolo Nicolai e Antonio De Paola.

## Palmarès
- 2008: Campione del mondo U-21
- 2007: Campione del mondo U-21
- 2007: Terzo posto Europei Under 20
- 2006: Vicecampione del mondo U-19
- 2006: Campione d'Italia U-19
- 2005: Campione d'Italia U-21